# Wybory parlamentarne w Chorwacji w 2003 roku

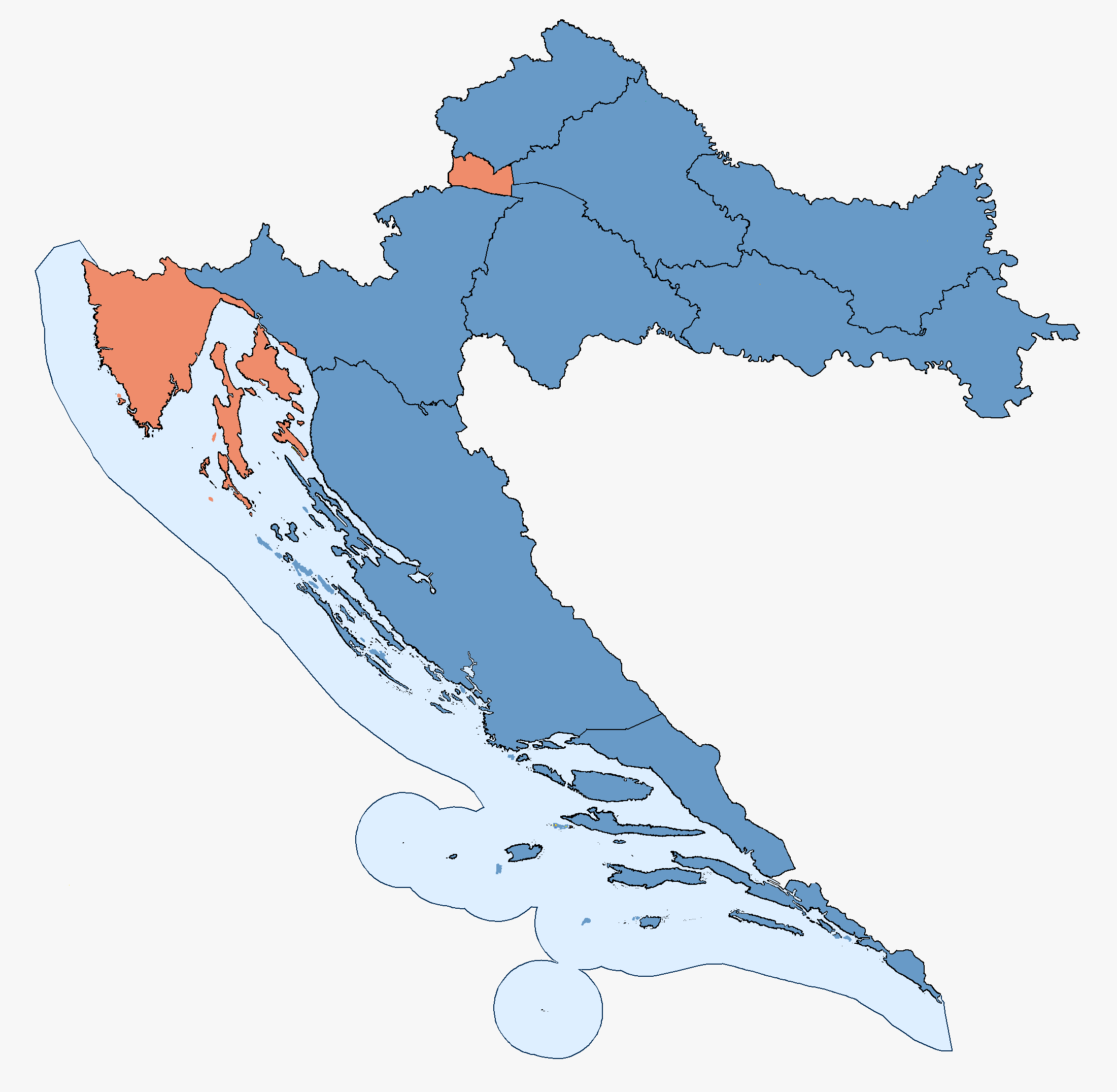
Podział na okręgi wyborcze: niebieskie – wygrana HDZ, czerwone – wygrana koalicji skupionej wokół SDP

Wybory parlamentarne w Chorwacji w 2003 roku odbyły się 23 listopada 2003.
W wyniku tych wyborów wyłoniono łącznie 152 deputowanych do Zgromadzenia Chorwackiego V kadencji.
Ordynacja wyborcza przewidywała wybór 140 posłów w 10 okręgach wydzielonych w kraju. W każdym z nich przyznano po 14 mandatów przy zastosowaniu metody D’Hondta i przy obowiązującym progu wyborczym 5% w skali okręgu. Jedenasty okręg wydzielono dla Chorwatów mieszkających poza granicami kraju, liczbę posłów ustalono na podstawie frekwencji (ostatecznie wyłoniono w nim 4 posłów). Dwunasty okręg obejmował 8 mandatów przeznaczonych dla przedstawicieli mniejszości narodowych – 3 dla mniejszości serbskiej oraz 5 w jednomandatowych podokręgach dla pozostałych mniejszości (w tym 1 dla Węgrów i 1 dla Włochów). Łącznie uprawnionych do głosowania było blisko 4,09 mln osób.
Wybory zakończyły się zwycięstwem pozostającej od 2000 w opozycji Chorwackiej Wspólnoty Demokratycznej, co doprowadziło do powstania nowego rządu HDZ, na czele którego stanął Ivo Sanader.

## Wyniki
| Lista wyborcza                                  | Głosy     | %    | Miejsca |
| ----------------------------------------------- | --------- | ---- | ------- |
| Chorwacka Wspólnota Demokratyczna (HDZ)         | 840 692   | 33,9 | 66      |
| Socjaldemokratyczna Partia Chorwacji (SDP)      | 560 593   | 22,6 | 34      |
| Istryjskie Zgromadzenie Demokratyczne (IDS-DDI) | 560 593   | 22,6 | 4       |
| Partia Liberalnych Demokratów (LIBRA)           | 560 593   | 22,6 | 3       |
| Partia Liberalna (LS)                           | 560 593   | 22,6 | 2       |
| Chorwacka Partia Ludowa (HNS)                   | 198 781   | 8,0  | 10      |
| Sojusz Primorje i Gorskiego Kotaru (PGS)        | 198 781   | 8,0  | 1       |
| Chorwacka Partia Chłopska (HSS)                 | 177 359   | 7,2  | 9       |
| Chorwacka Partia Prawa (HSP)                    | 157 987   | 6,4  | 8       |
| Chorwacka Partia Socjalliberalna (HSLS)         | 100 335   | 4,0  | 2       |
| Centrum Demokratyczne (DC)                      | 100 335   | 4,0  | 1       |
| Chorwacka Partia Emerytów (HSU)                 | 98 537    | 4,0  | 3       |
| Chorwacka Demokratyczna Partia Chłopska (HDSS)  | 24 872    | 1,0  | 1       |
| Niezależna Demokratyczna Partia Serbska (SDSS)  | –         | –    | 3       |
| Pozostałe mniejszości narodowe                  | –         | –    | 5       |
| Razem                                           | 2 478 967 |      | 152     |